# Борляса
Борляса (рум. Borleasa) — село у повіті Бистриця-Несеуд в Румунії. Входить до складу комуни Тирлішуа.
Село розташоване на відстані 355 км на північний захід від Бухареста, 33 км на північний захід від Бистриці, 76 км на північний схід від Клуж-Напоки.

## Населення
За даними перепису населення 2002 року у селі проживали 424 особи, з них 422 особи (99,5%) румунів. Усі жителі села рідною мовою назвали румунську.